# Abbottina binhi
Cá đục đanh hoa (Abbottina binhi) là một loài cá vây tia thuộc chi Abbottina. Đây là loài đặc hữu của sông Bằng Giang thuộc tỉnh Cao Bằng, Việt Nam.